# Ordinary (Virginie)
Pour l’article homonyme, voir Ordinary.
 (mars 2021).
Ordinary est une communauté non constituée située dans le comté de Gloucester, en Virginie, aux États-Unis. 
Ordinary est situé le long de la route américaine 17 à 7,2 km au nord de Gloucester Point.  
La localité a été nommée d'après un bâtiment local faisant office de relais de voyageur. L'école de Woodville a été ajoutée au registre national des lieux historiques en 2004.